# Antônio Luiz dos Santos
Antônio Luiz dos Santos (, 16 de julho de 1914 — , ) foi um nadador brasileiro, que participou de uma edição dos Jogos Olímpicos pelo Brasil.

## Trajetória esportiva
Era nadador da Liga de Sports da Marinha quando participou do 1º Campeonato Sul-Americano no Brasil, em 1935, e dos Jogos Olímpicos de Verão de 1936 em Berlim, nos 200 metros nado peito, não chegando à final da prova.